# Relativiteitsprincipe
In de natuurkunde wordt met het relativiteitsprincipe bedoeld dat de vergelijkingen die de natuurkundige wetten weergeven gelijk moeten zijn in elk "gelijkwaardig" referentiestelsel (met nader te bepalen betekenis van "gelijkwaardig").
Bijvoorbeeld de wetten van de mechanica zijn hetzelfde voor waarnemers in twee stelsels die eenparig (een beweging die geen versnelling of vertraging kent) ten opzichte van elkaar bewegen. Zulke stelsels noemt men inertiaalstelsels. Anders gezegd: het is voor diezelfde twee waarnemers onmogelijk om aan de hand van de natuurwetten te bepalen wie van beiden een absolute beweging uitvoert of mogelijk stilstaat. Dit heeft als direct gevolg dat er alleen relatieve en geen absolute snelheden bestaan — vandaar de naam relativiteitsprincipe.

## Galilei
Dit idee werd het eerst verwoord door Galileo Galilei. Volgens hem zijn coördinatenstelsels die eenparig ten opzichte van elkaar bewegen, als volgt gerelateerd. Stel dat ten opzichte van het stelsel S de snelheid van een ander stelsel S' gelijk is aan {\displaystyle \mathbf {v} }, en dat de nulpunten van een lengtemaat in beide stelsels op tijdstip t = 0 samenvallen. Als we posities in S met {\displaystyle \mathbf {r} } aanduiden en in S' met {\displaystyle \mathbf {r} '}, geldt na verloop van een tijd t: 
{\displaystyle \mathbf {r} '=\mathbf {r} -\mathbf {v} t}
Dit is de Galileitransformatie. De snelheidsvector (de afgeleide naar de tijd van de positievector) van een object in S' min die in S is dan voor alle objecten en elk tijdstip dezelfde constante vector {\displaystyle -\mathbf {v} }. Versnellingen zijn in beide stelsels dus gelijk.
De klassieke mechanica volgens de wetten van Newton nam dit relativiteitsprincipe over.
In de speciale relativiteitstheorie is dit bijgesteld tot de Lorentztransformatie.

## Gelijkwaardigheid
Het idee van gelijkwaardigheid van waarnemingen op verschillende plaatsen en - wellicht - door verschillende waarnemers is belangrijk in de wetenschap. Een natuurwet wordt geacht te gelden in elke tijd en op elke plaats. Wetenschappelijk onderzoek moet hetzelfde resultaat te zien geven, ongeacht wie het onderzoek uitvoert. Het is de zoektocht naar onafhankelijkheid van gezichtspunt en reproduceerbaarheid die aan de basis ligt van alle wetenschappelijk onderzoek.

## Stelling van Noether
Elk relativiteitsprincipe schrijft een symmetrie voor in natuurwetten: elke wet moet hetzelfde zijn voor ongeacht welke waarnemer. Volgens een diepliggend theoretisch resultaat met de naam stelling van Noether leidt elke symmetrie in de natuurwetten tot een behoudswet. Als twee waarnemers bijvoorbeeld hetzelfde proces bestuderen op verschillende momenten in de tijd dan leidt dit tot een behoudswet van energie. Zo bezien zijn relativiteitsprincipes niet slechts uitspraken over hoe wetenschappers hun wetten moeten formuleren, maar ze geven aantoonbare voorspellingen over hoe de natuur zich gedraagt.